# Howell Harris

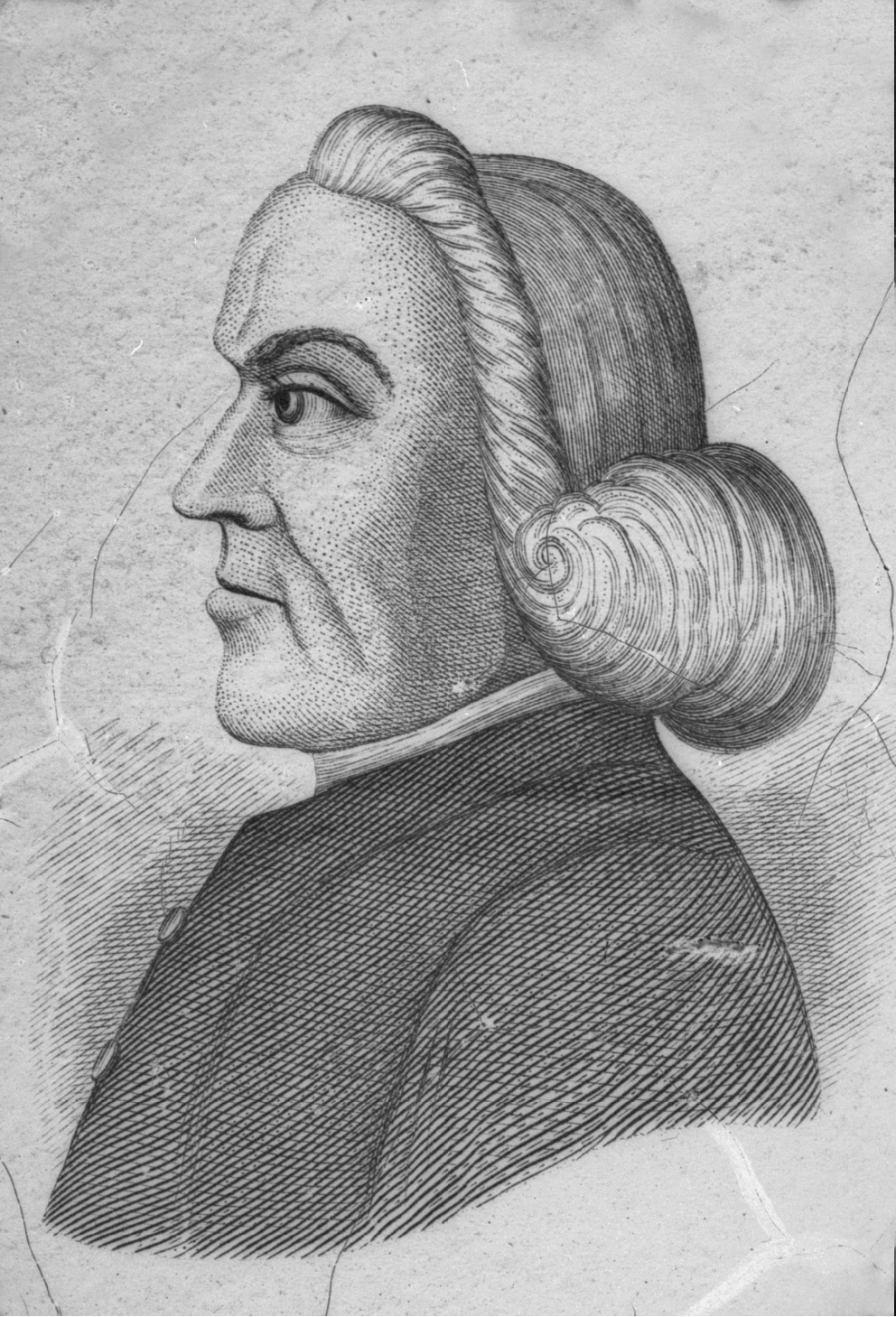

Howell Harris (walisisch Hywel Harris; * 23. Januar 1714, Talgarth, Brecknockshire, Wales; † 21. Juli 1773, Talgarth) war zusammen mit Daniel Rowland und William Williams Pantycelyn einer der bedeutendsten Vertreter der Methodistischen Erweckung in Wales im 18. Jahrhundert.

## Leben

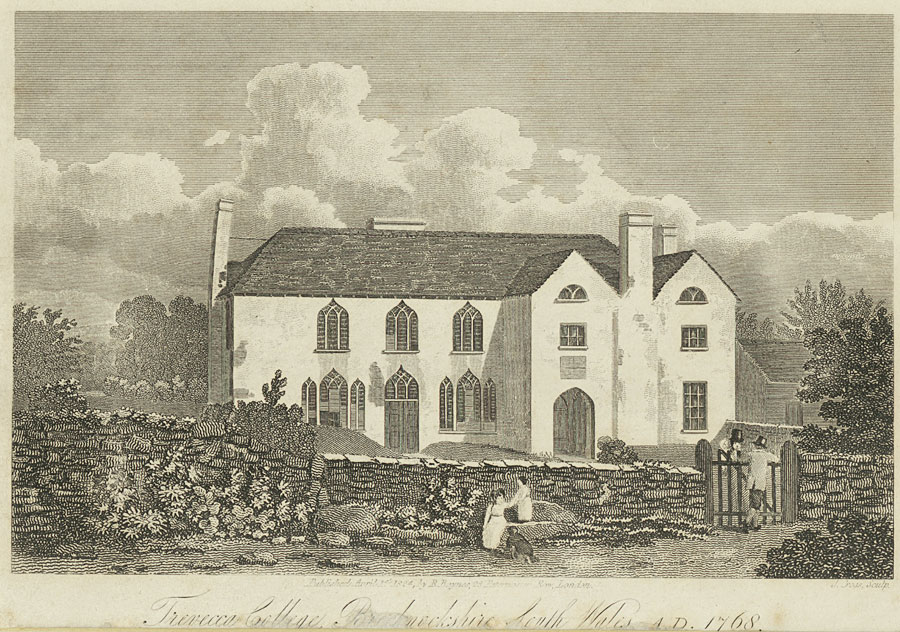
Trevecca College, Zeichnung von 1824

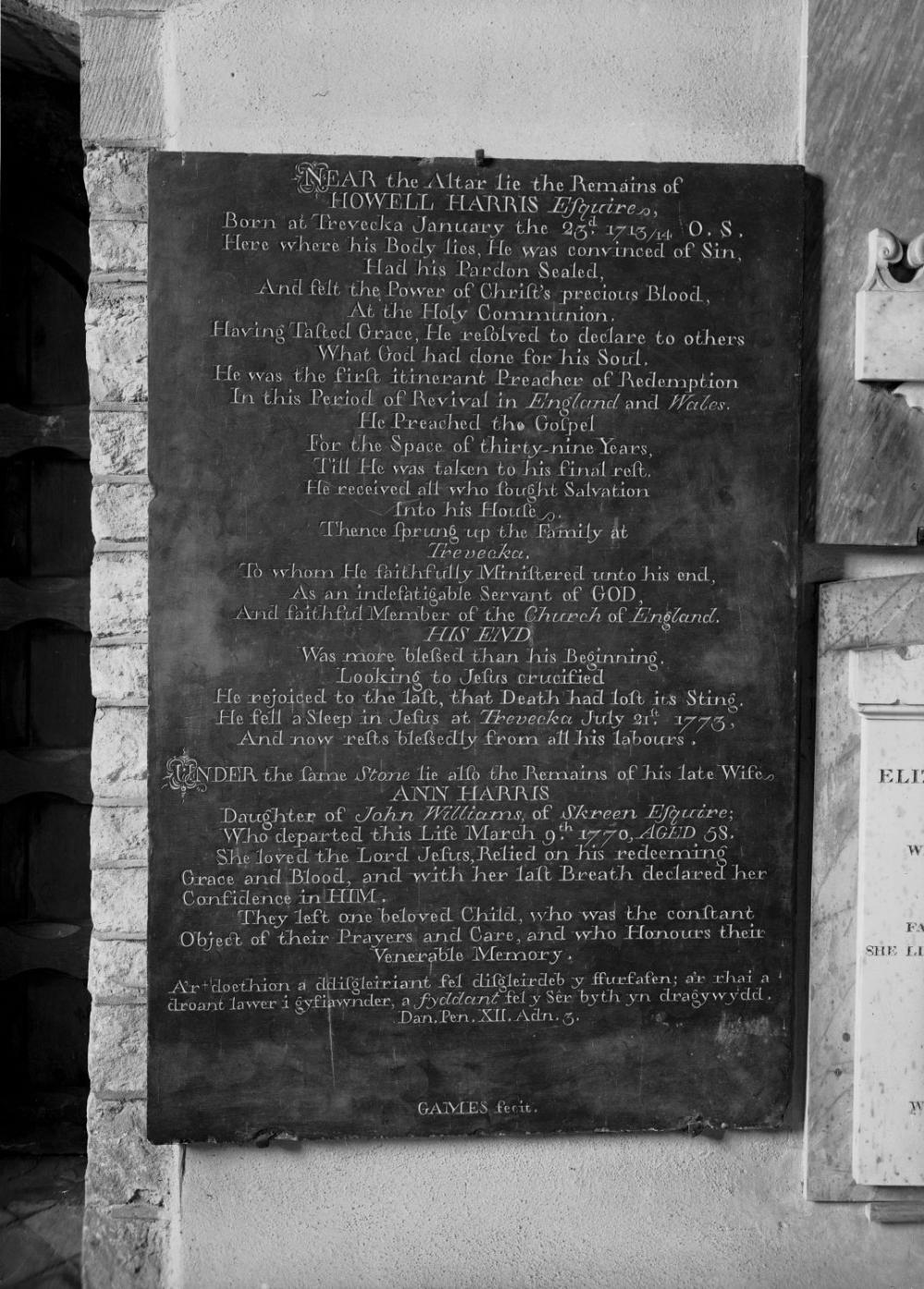
Memorial; Trefeca.

Harris wurde am 23. Januar 1714 in Talgarth in Brecknockshire geboren. Im Mai 1735 erlebte er einen Bekehrungsprozess, ausgelöst durch die Predigt am Sonntag vor Ostern von Pfarrer Pryce Davies über die Notwendigkeit der Teilnahme am Abendmahl. Daraufhin verbrachte er mehrere Wochen mit ausführlicher Selbstprüfung. Diese Phase erreichte nach der Predigt am Pfingstsonntag ihren Höhepunkt. Nachdem er, wie er es beschrieb, auf die Anklagen des Teufels geantwortet hatte, empfing er das Abendmahl und gelangte zu der Überzeugung, dass er durch das Blut Jesu Christi Vergebung empfangen hatte, was bei ihm ein tiefes Gefühl von Freude auslöste. Sofort begann er, anderen von dieser Erfahrung zu berichten. Er hielt Versammlungen in seinem Haus ab, in denen er andere ermutigte, die gleiche Erfahrung zu suchen.
Aufgrund seiner methodistischen Ansichten, wurde er in der Church of England nicht zur Ordination zugelassen. Daraufhin machte er sich als Wanderprediger selbstständig und verbreitete seine Botschaft in ganz Wales. Oft erlebte er aufgrund seiner Predigten gefährliche Situationen und er wurde wiederholt verfolgt, bevor er nach und nach eine Anhängerschaft um sich scharte. Ab 1738 wurde er von Marmaduke Gwynne, einem „Squire“ (Landadeligen) und frühen Konvertiten, unterstützt.
1750 zog er sich in sein Heim bei Trefeca in der Nähe von Brecon zurück, nachdem er sich mit Daniel Rowland überworfen und durch seine enge Freundschaft mit „Madam“ Sidney Griffith einen öffentlichen Skandal verursacht hatte. 1752 gründete er nach dem Vorbild der Herrnhuter Brüdergemeine eine religiöse Gemeinschaft, die Teulu Trefeca (‚die Trefeca-Familie‘). In dieser „Familie“ übernahm er die Rolle des „Vaters“.
1763 versöhnte er sich mit Daniel Rowland und nahm seine Predigttätigkeit wieder auf. Als er zehn Jahre später verstarb, kamen angeblich 20.000 Gäste zu seiner Trauerfeier in Talgarth. In Rhydyclafdy (Pwllheli) wurde ein Denkmal für ihn errichtet.
Durch seine Arbeit wurde er zum Gründer der Presbyterian Church of Wales (Calvinistisch-methodistische Kirche).

## Die Handschriften von Harris
Harris führte eine detailliertes Tagebuch und zeichnete seinen Briefverkehr genau auf. Seine Aufzeichnungen bieten Zugang zu Berichten über die Walisische Erweckung aus erster Hand. Nach seinem Tod blieben die Papiere über ein Jahrhundert lang unbeachtet, bis O. M. Edwards in den 1880ern auf ihre Wichtigkeit hinwies und für eine Aufarbeitung sorgte. Das ehemalige Wohnhaus war zu diesem Zeitpunkt ein College und der Direktor (deputy head of the College) Edwin Williams übernahm die Aufgabe, die Papiere zu sortieren. Sie wurden bis 1910 in Trefeca verwahrt, als die Presbyterian Church of Wales eine Kommission einsetzte, um die Papiere zu sichten und herauszugeben.
Erst 1913 wurde klar, welches Ausmaß diese Arbeit haben würde. Weil viele der Schriften auf Latein verfasst waren und die Übersetzung viel zu aufwändig gewesen wäre, wurde der Plan einer vollständigen Herausgabe aufgegeben. Hingegen wurde eine Historical Society of the Presbyterian Church of Wales eingesetzt, die nicht nur die Schriften von Harris herausgeben sollte, sondern auch andere historische Studien betreiben sollte.
Um 1932 wurden die Papiere ins College der Kirche nach Aberystwyth überführt. Zusammen mit den Schriften des Coleg y Bala wurden sie 1934 an die National Library of Wales übergeben, wo sie sich bis heute befinden.